# Masha (Éthiopie)
Pour les articles homonymes, voir Masha (woreda) et Masha.
Masha est une ville et un woreda de la zone Sheka de la région Éthiopie du Sud-Ouest. Peuplée de 6 787 habitants en 2007, elle obtient le statut de woreda au début des années 2020.
Masha se trouve vers 2 200 m d'altitude environ 60 km au sud de Gore et 140 km au nord de Mizan Teferi,.
Actuel centre administratif de la zone Sheka[réf. souhaitée], Masha a été au XXe siècle la capitale de l'awraja Mocha dans la province Illubabor. 
Le recensement national de 2007 en fait état en tant que chef-lieu du woreda Masha. Peuplée de 6 787 habitants, elle est alors la seconde agglomération de la zone Sheka après Tepi.
Elle obtient le statut de woreda au début des années 2020 et forme désormais un district urbain de 1 km2 enclavé dans le woreda Masha,.